# Gunung Hlulutualang
Gunung Hlulutualang är ett berg i Indonesien.   Det ligger i provinsen Aceh, i den västra delen av landet, 1 600 km nordväst om huvudstaden Jakarta. Toppen på Gunung Hlulutualang är 403 meter över havet.
Terrängen runt Gunung Hlulutualang är kuperad, och sluttar norrut.  Trakten runt Gunung Hlulutualang är nära nog obefolkad, med mindre än två invånare per kvadratkilometer. I omgivningarna runt Gunung Hlulutualang växer i huvudsak städsegrön lövskog.